# Mladen Jernejec
Mladen Jernejec, slovenski akademski slikar.
je vsestranski likovni ustvarjalec ter dekan in predavatelj na Šoli za risanje in slikanje v Ljubljani (Kreativno risanje in slikanje, Umetniško-likovni projekt, Izbrana poglavja likovne teorije in drugo. 
Ukvarja se s slikarstvom, literaturo in filmom.
Rodil se je v Ljubljani, kjer je obiskoval osnovno šolo in gimnazijo. Že kot dijak je veliko ustvarjal in na Šubičevi gimnaziji prvič samostojno razstavljal. Po maturi je študiral na Akademiji za likovno umetnost v Ljubljani pri profesorjih risanja in slikanja, slikarjih Nikolaju Omerzi, Zoranu Didku, Kiarju Mešku, Štefanu Planincu in Gabrijelu Stupici
Tudi kot študent je nekajkrat skupinsko in samostojno razstavljal in sodeloval na vseh zaključnih razstavah ALU.
V letniku Gabrijela Stupice je diplomiral leta 1975 in pri njem nadaljeval podiplomski študij. Po upokojitvi Gabrijela Stupice je zadnji semester Zaključil ga je pri Jožetu Ciuhi in Mešku Kiarju.
Leta 1976 je prejel Prešernovo nagrado za študente.
Po zaključenem podiplomskem študiju je postal član Društva slovenskih likovnih umetnikov in si pridobil status samostojnega ustvarjalca na področju kulture.
Atelje na Mestnem trgu 17 je uporabljal tudi kot razstavni prostor in v njem pripravil 4 samostojne, 4 skupinske in dve razstavi kolegov. V tem času je večkrat študijsko potoval v Italijo, Anglijo in Francijo. Leta 1983 je dalj časa bival v Parizu.
Občasno se je ukvarjal tudi z grafiko in pripravil dve grafični mapi: »Sotočja« z Janezom Pirnatom in Boštjanom Putrihom ter »Spogledovanja« s pesnikom Milanom Deklevo.
Kot likovni pedagog je nekaj let deloval na izobraževalnih zavodih vseh stopenj. Veliko se je ukvarjal z otroško risbo in sodeloval pri nastajanju knjige Govorica otroške risbe. Pripravil je več kot trideset razstav otroških in mladinskih del, tako internih šolskih, kot tudi javnih. Organiziral in vodil je tudi številne začetne in nadaljevalne likovne tečaje ter Šolo risanja za otroke.
Tudi v novem ateljeju na Starem trgu 21 je nadaljeval z lastno razstavno dejavnostjo.
Neprekinjeno ustvarja, rezultate dela je pokazal na več kot 60 samostojnih in skupinskih predstavitvah.
Med najpomembnejše štejejo razstave v galerijah ŠKUC, Ars, Francoski kulturni center Charles Nodier /"Mostovi"/, Labirint /"Mala slika"/, v Mestni galeriji /"Madagaskar"/, Mali galeriji in Moderni galeriji (Odslikavanja) v Ljubljani ter Likovnem salonu Celje, Dolenjskem muzeju in Galerijah Forum ter Studentski centar v Novem Sadu.
Veliko Jernejčevih slik je v lasti uglednih javnih ustanov in družb npr. Državni zbor RS, Mobitel, Krka, Lesnina Inženiring, RTV Slovenija, mnoge pa so v zasebnih zbirkah.
Leta 1990 je z Darkom Slavcem ustanovil prvi slovenski samostojni visokošolski zavod, ki izobražuje na področju likovne umetnosti - Šolo za risanje in slikanje. Soustanovitelj Slavec je kmalu po ustanovitvi izstopil kot ustanovitelj in Mladen Jernejec je razvijal visokošolski zavod Šola za risanje in slikanje tako, da vsebine študijskega programa ostajajo v polju likovnega in da se program tudi po bolonjska prenovi visokega šolstva izvaja po sistemu 4+1.
Ljubiteljsko se ukvarja tudi z umetnostjo manj znanih pacifiških kultur, na primer kultura otoka Yap, Združene države Mikronezije. Zanimajo ga predvsem sociološki in psihološki vidiki ustvarjanja manjših izoliranih skupnosti.
Študijsko je potoval po Evropi, Afriki, Bližnjem in Daljnem vzhodu, Mikroneziji in Polineziji.
Izdal je dve prozni deli,»Ljubezni vremena« in »Tristo let in dva dneva« in napisal dva filmska scenarija: »Zemlja« in »Videvanja«. Po slednjem je posnel igrani celovečerni film Videvanja van Gogha.
Živi in dela v Ljubljani.